# Patrimoines partagés
Patrimoines partagés est un programme de coopération numérique entre bibliothèques à l’international lancé par la Bibliothèque nationale de France en 2016. Il s’agit de numériser des fonds et de les rendre accessibles en ligne sur une plateforme commune. Il a pour objectif la création de bibliothèques numériques bilatérales ou internationales, témoignant des interactions entre la France et le monde et ouvrant la voie à de nouvelles recherches et relations. Les différents sites, comme Bibliothèques d’Orient, France-Pologne ou France-Japon, regroupent ainsi des milliers d’ouvrages, de manuscrits, d'estampes, de cartes, de photographies, et d'archives de presse témoignant des échanges économiques, politiques, culturels et scientifiques anciens avec l’Orient, la Pologne, l’Extrême-Orient… Ces documents sont issus des collections de la BnF et de celles de ses partenaires, parmi lesquels des bibliothèques nationales comme la Bibliothèque nationale de la Diète au Japon, la Bibliothèque nationale de Pologne, ou des universités et instituts de recherches reconnus notamment pour la richesse de leurs fonds, comme l’Institut dominicain d'études orientales au Caire, l’École biblique et archéologique française de Jérusalem ou encore la Bibliothèque orientale de l’Université Saint-Joseph de Beyrouth. C’est aussi un moyen pour les différentes institutions culturelles participantes de rendre leurs collections accessibles et de les valoriser à l’échelle internationale auprès d’un public très diversifié. Ces bibliothèques numériques servent enfin un objectif de sauvegarde des patrimoines en danger.
Quatre sites sont d'ores et déjà en ligne: Bibliothèques d’Orient, France-Pologne, France-Japon et France-Brésil. France-Chine, France-Vietnam, France-Inde, la France en Amérique et Transsibérien sont en cours de création.

## Bibliothèques d’Orient

### Présentation

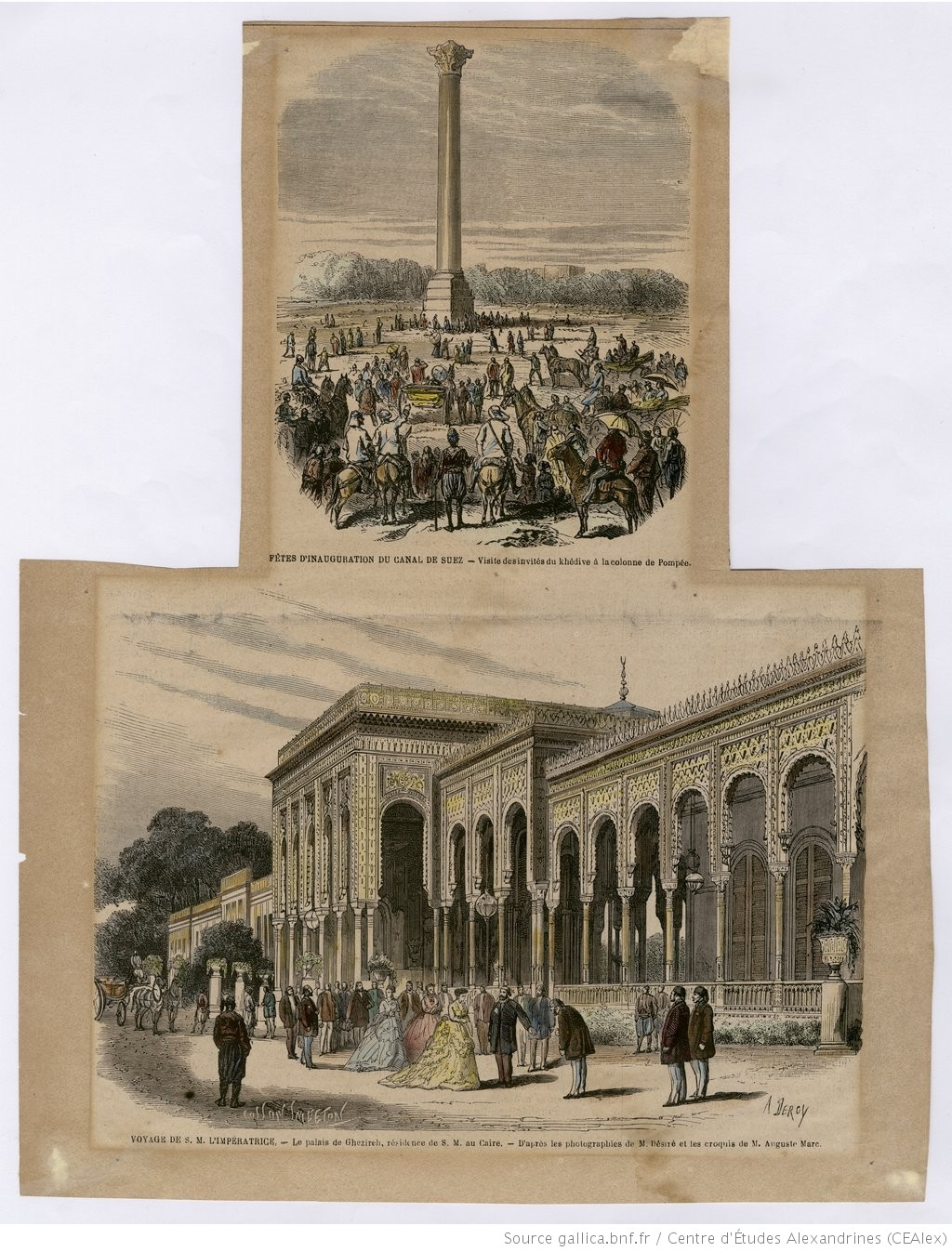
Fêtes d'inauguration du Canal de Suez par Cosson et Deroy, d'après Auguste Marc

Lancée en septembre 2017, Bibliothèques d’Orient est la seconde bibliothèque numérique créée dans le cadre de Patrimoines Partagés et à ce jour à exister en version trilingue (arabe, anglais et français). Elle résulte de la coopération de huit institutions de recherche : l’Institut dominicain d'études orientales et l’Institut français d'archéologie orientale, tous deux situés au Caire, le Centre d'études alexandrines à Alexandrie, l’École biblique et archéologique française de Jérusalem, la Bibliothèque orientale de l'université Saint-Joseph (Beyrouth), le SALT (Istanbul-Ankara), l’Institut français d'études anatoliennes (Istanbul), l’Institut français du Proche-Orient (Beyrouth) et la Bibliothèque Nationale de France (Paris). D’inspiration orientaliste, le site propose une sélection de plus de 7000 documents (issus des fonds des différents partenaires) qui témoignent des échanges politiques, diplomatiques, économiques, religieux et scientifiques entre la France et les pays du Levant, et rend compte de la fascination qu’a exercé – et continue d’exercer – l’Orient sur les artistes, les écrivains, les philosophes.
On y trouve ainsi des récits de missions archéologiques, de voyages artistiques ou diplomatiques, des estampes, dessins et photographies de lieux emblématiques (comme le Caire, Jérusalem, le Canal de Suez, Alexandrie, Constantinople…), des cartes, des manuscrits… Sont également en ligne des documents touchant plus à l’étude des religions du Levant (le christianisme, le Judaïsme, les différentes branches de l’islam, le bahaïsme…), des civilisations, des populations et des langues orientales. Enfin, des archives de presse (ottomane notamment) et des manuscrits apportent un éclairage sur la vie politique du Moyen-Orient et de l’Empire ottoman, du XIXe siècle à la première moitié du XXe siècle. La plupart des documents ont intégré les collections respectives entre 1798 et 1945.

### Contenu
Les documents sélectionnés sont classés en sept catégories, qui se divisent ensuite en sous-catégories.La rubrique Carrefours traite des lieux emblématiques de l’Orient, des voies et infrastructures de transport, du commerce, des voyages en Orient…La rubrique Religions rassemble tous les documents touchant aux trois religions du Livre présente au Moyen-Orient : le christianisme (l'Église catholique chaldéenne, Église copte orthodoxe, les chrétiens grecs orthodoxes de l'Empire Ottoman, Église catholique arménienne, Église grecque-catholique melkite, Église maronite, Église catholique syriaque) le judaïsme, l’Islam (sunnisme, chiisme, Druzes, ismaélisme, soufisme, Alaouites), au bahaïsme. On y trouve donc des livres religieux, des manuscrits de droit islamique, mais aussi des photographies et archives des lieux saints, des missions, des Écoles d’Orient. La rubrique Communautés regroupe les études des costumes, de scènes de vie, des cultures et des traditions des peuples du Levant. La rubrique Savoirs est axée sur les études orientales, les études linguistiques et philologiques, l’archéologie, les missions occidentales, la Description de l'Égypte, les sciences naturelles, les mathématiques, la médecine ou encore l’astronomie. On y retrouve aussi des titres de presse ottomane et égyptienne francophone. La rubrique Politiques comprend des traités de paix et accords diplomatiques, des documents liés aux guerres (notamment à la Campagne d'Égypte et la Première Guerre mondiale) et interventions militaires européennes en Orient, mais aussi aux nationalismes arabes, aux idées politiques et à la Question d'Orient. La rubrique Imaginaires apporte un éclairage sur l’Orientalisme dans les arts et les lettres, sur la littérature du voyage et sur Les Mille et Une Nuits. Enfin on peut retrouver dans la rubrique Personnalités une série de personnages-clé dans l’histoire des rapports Orient /Occident.

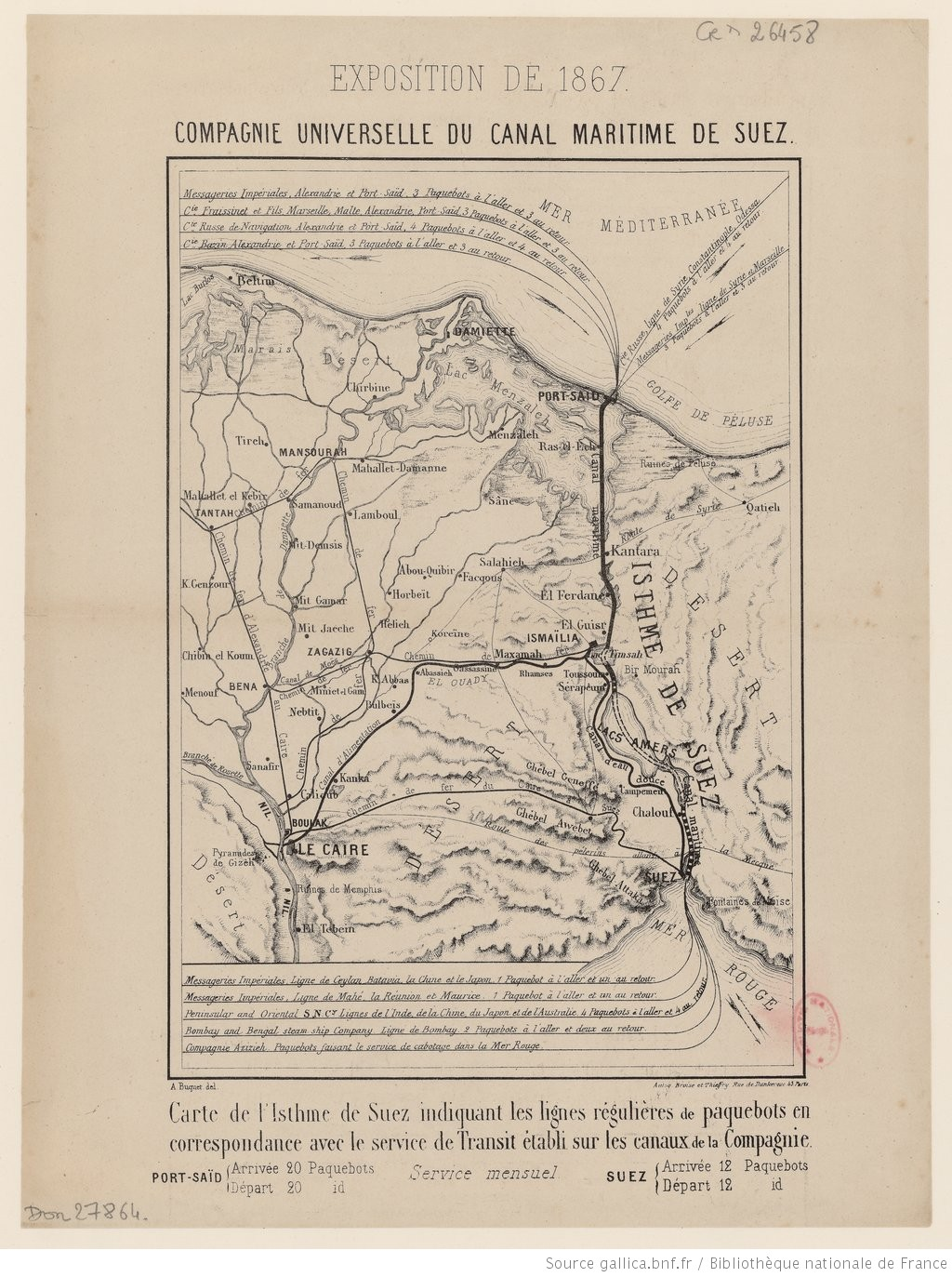
Carte de l'Isthme de Suez par Buguet, 1867
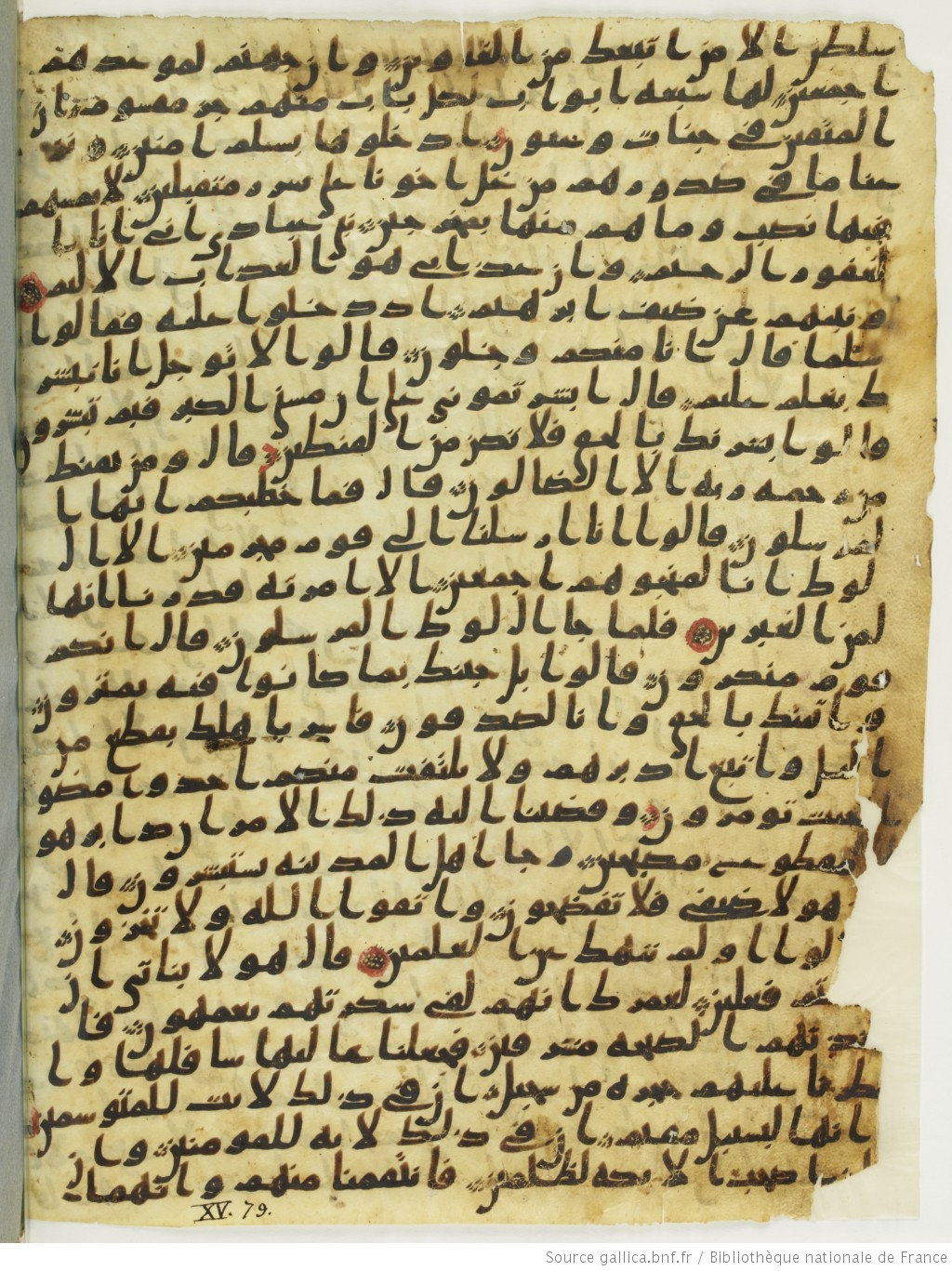
Un feuillet d'un Coran (VIIe-Xe s.) issu de la collection de Jean-Louis Asselin de Cherville
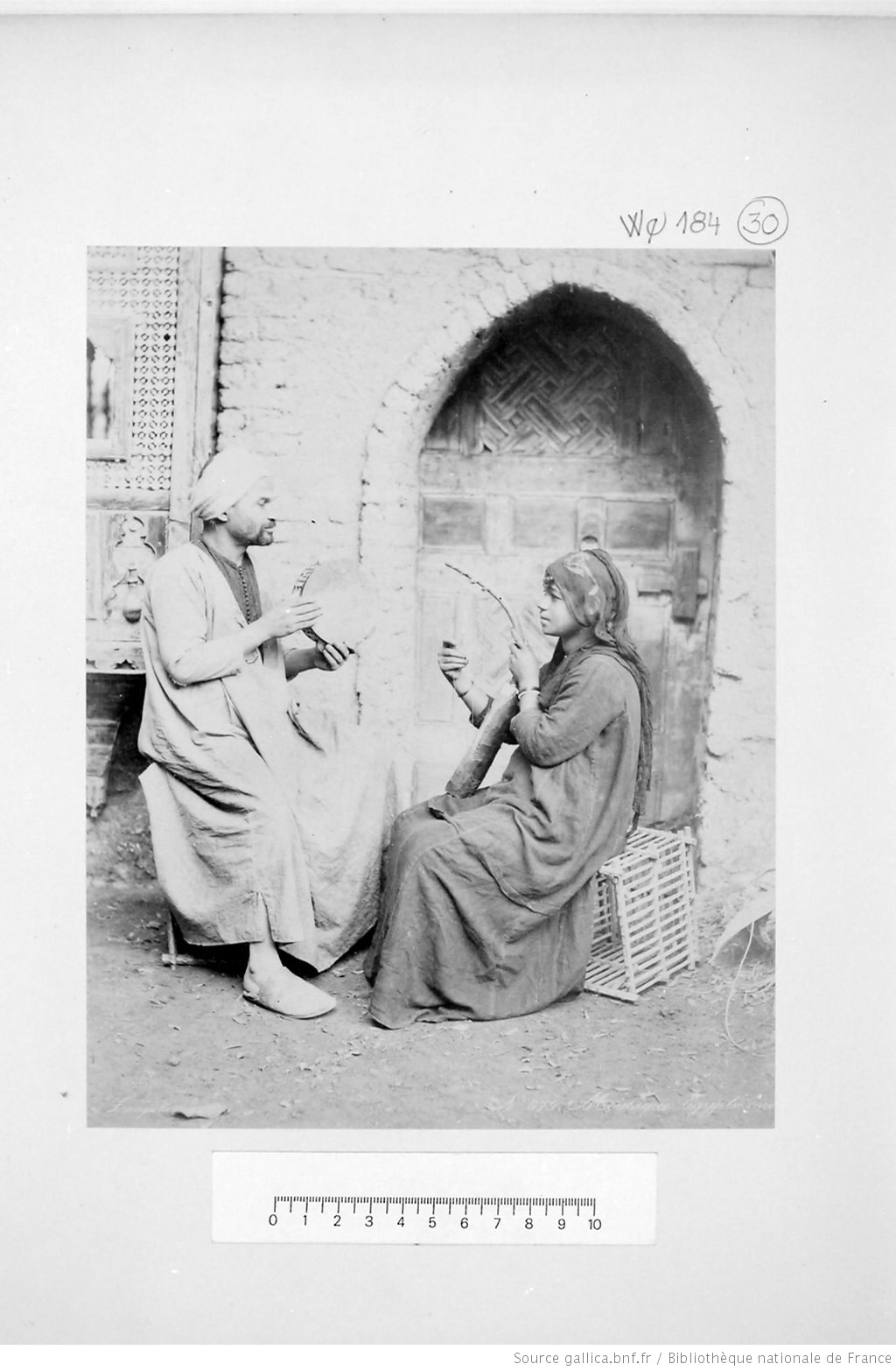
Des musiciens égyptiens, par Zangaki et H. Arnoux, 1892
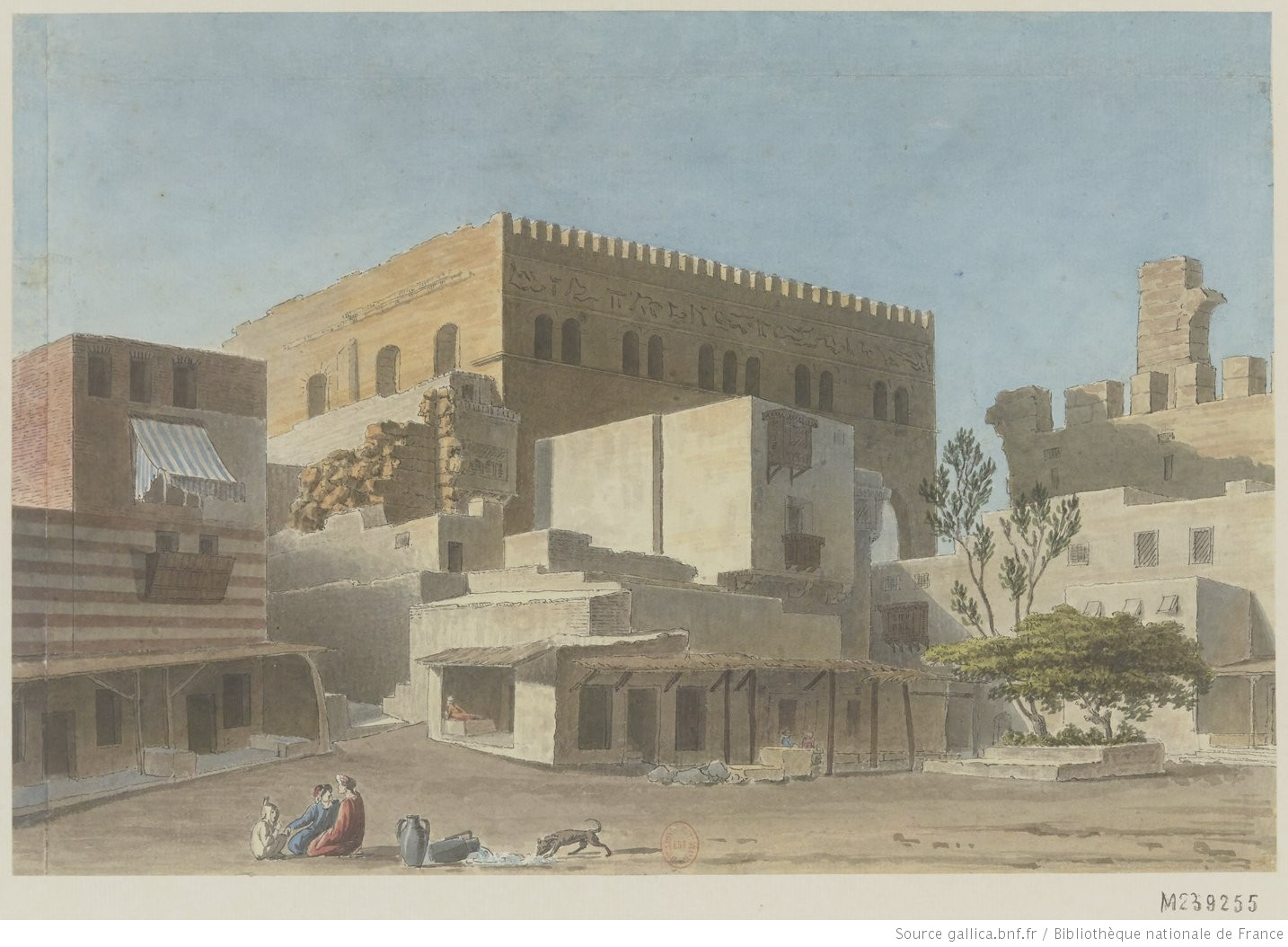
Le Caire: vue extérieure du Divan de Joseph, par Charles-Louis Balzac
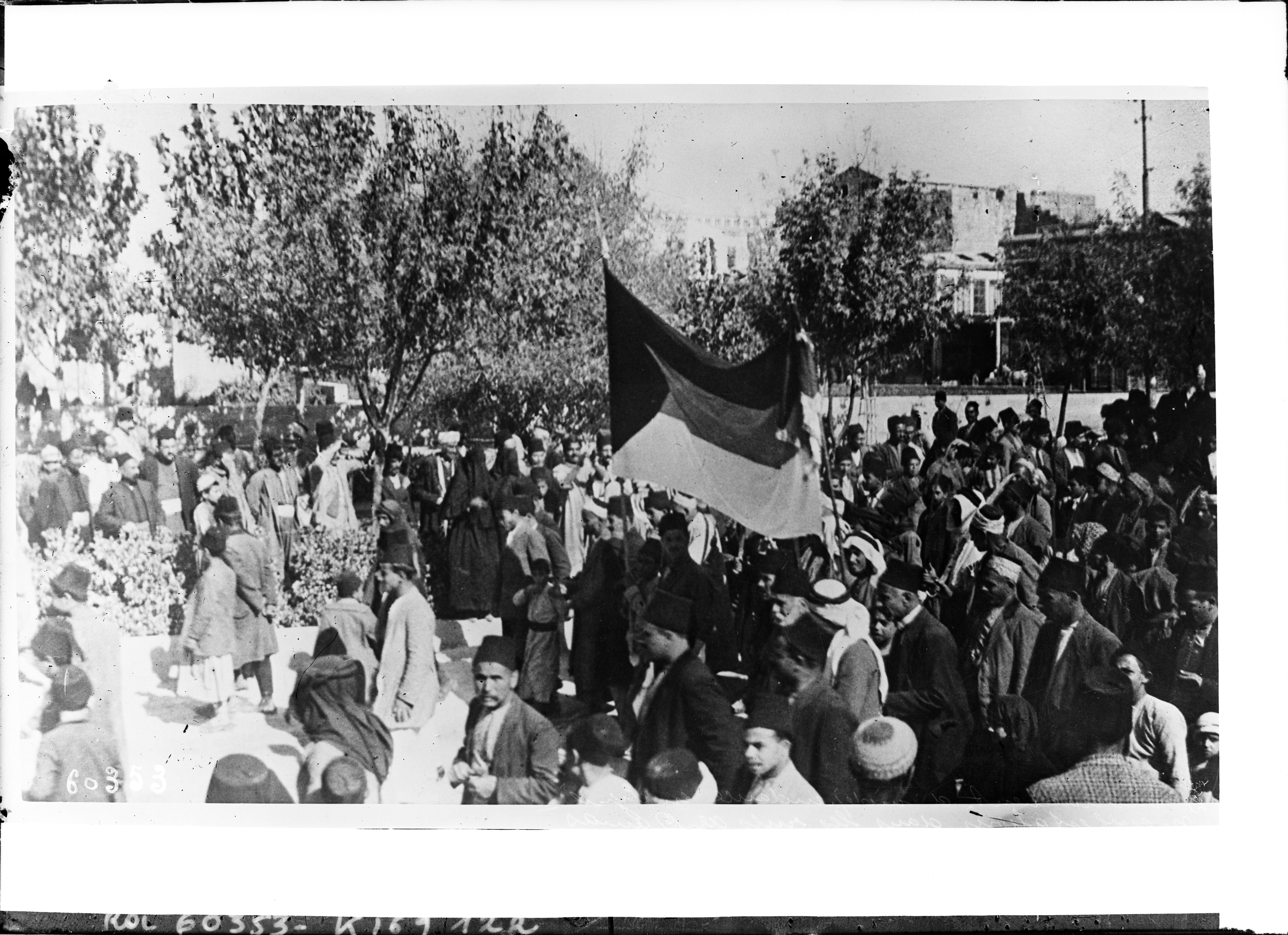
Le mouvement d'indépendance en Syrie,1920, Agence Rol
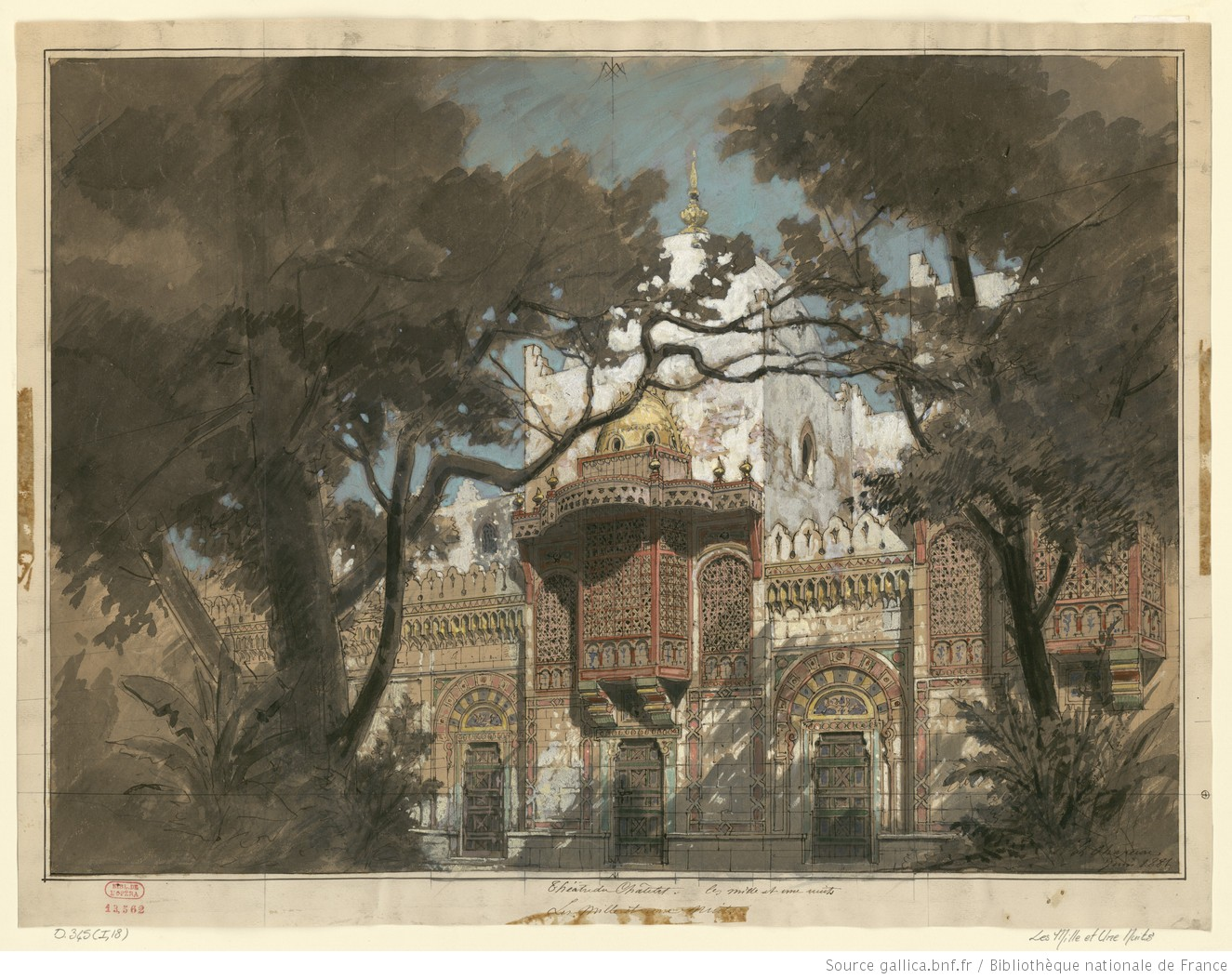
Les mille et une nuits: esquisse de décor, Philippe Chaperon, 1881
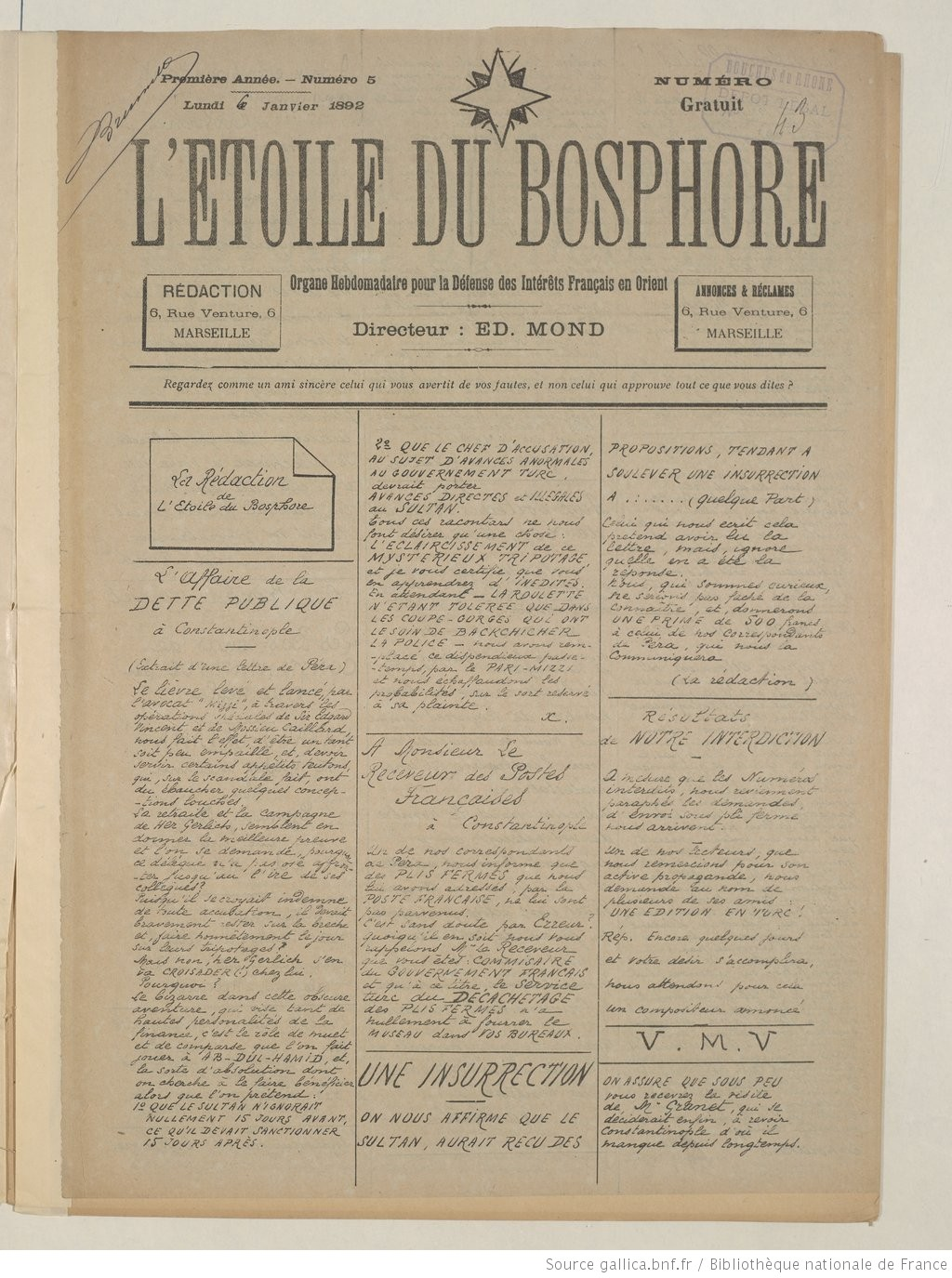
L’Étoile du Bosphore, presse ottomane francophone, 1892

## France-Pologne

### Présentation
La Bibliothèque numérique France-Pologne, inaugurée en février 2018 à l’Hôtel de ville de Nancy, est consacrée aux échanges entre les deux pays. Le site abrite quelque 1 000 documents relatifs, dont des actes officiels, des livres imprimés, des manuscrits, des cartes, des estampes, des photographies ainsi que des vidéos témoignant de ces relations. Ils sont répartis en quatre grandes rubriques : Rois et souveraines (Henri de Valois, Louise-Marie de Gonzague-Nevers, Marie-Casimir d’Arquien…), Grandes heures (consacrée à l’Histoire de la Pologne) Sciences et arts, Littérature.

### Contenu
Se trouvent sur le site des documents relatifs aux personnages historiques polonais, comme Stanislas Leszczynski, Marie Leszczynska, la scientifique Marie Skłodowska-Curie, Frédéric Chopin ou encore le poète Adam Mickiewicz. Le site abrite également une version numérisée des œuvres des graveurs Norblin de la Gourdain et Jean Le Grain. Le site est néanmoins axé sur les liens franco-polonais, c’est pourquoi on y trouve des archives de la presse de la Résistance polonaise en France, des archives photos et vidéos de l’immigration polonaise en France, ainsi qu’une rubrique consacrée à la Grande Émigration. Les documents sont issus des fonds de l’INA, de la BnF, de la Bibliothèque Nationale de Pologne, du Musée national de l'histoire de l'immigration, des bibliothèques de Nancy ainsi que de la Bibliothèque de documentation internationale contemporaine.

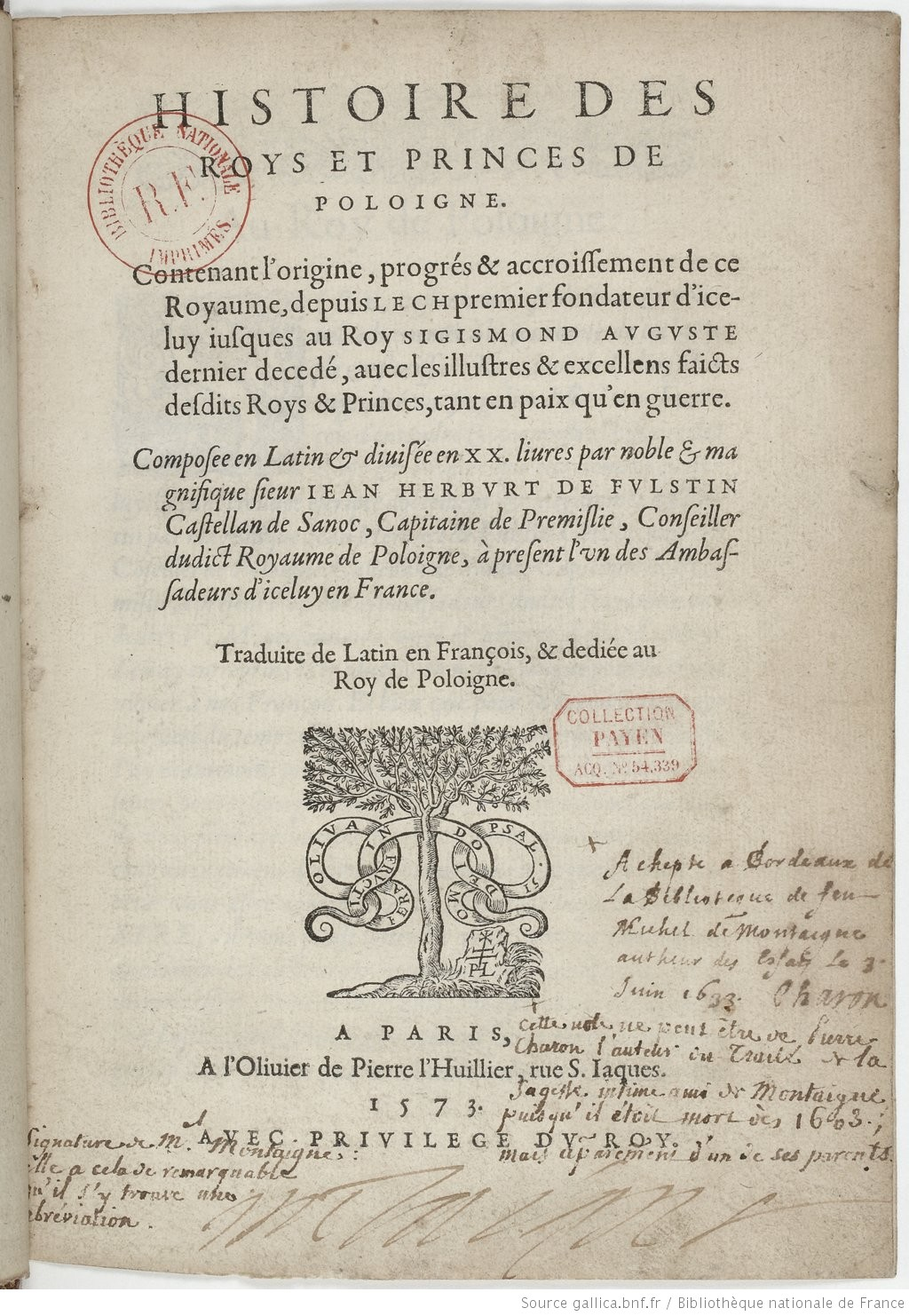
Histoire des roys et princes de Poloigne, par Jan Herburt z Fulsztyna et traduite en français par François Baudouin, c.1573
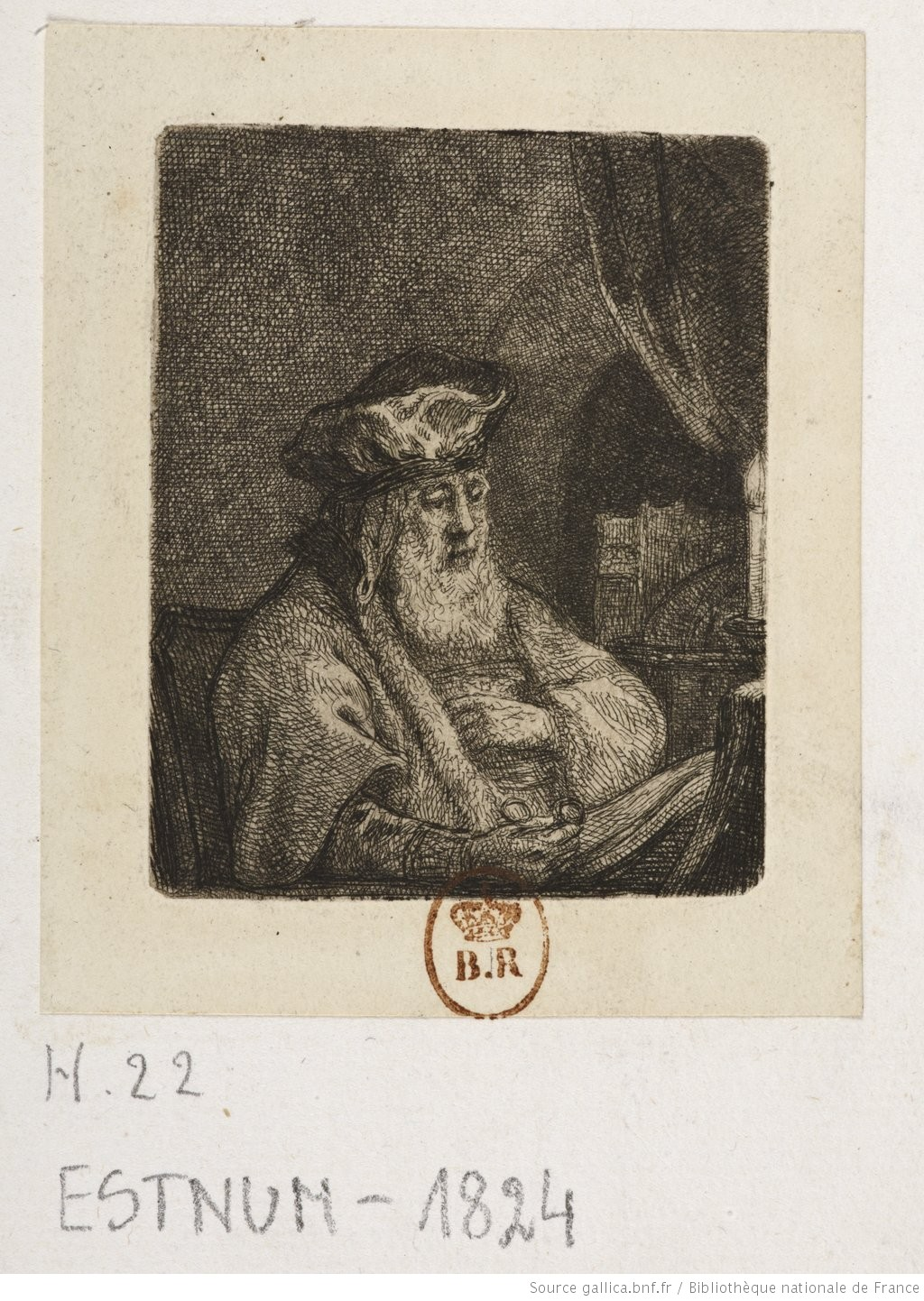
La méditation, Jean-Pierre Norblin de La Gourdaine, eau-forte, c.1774-1789
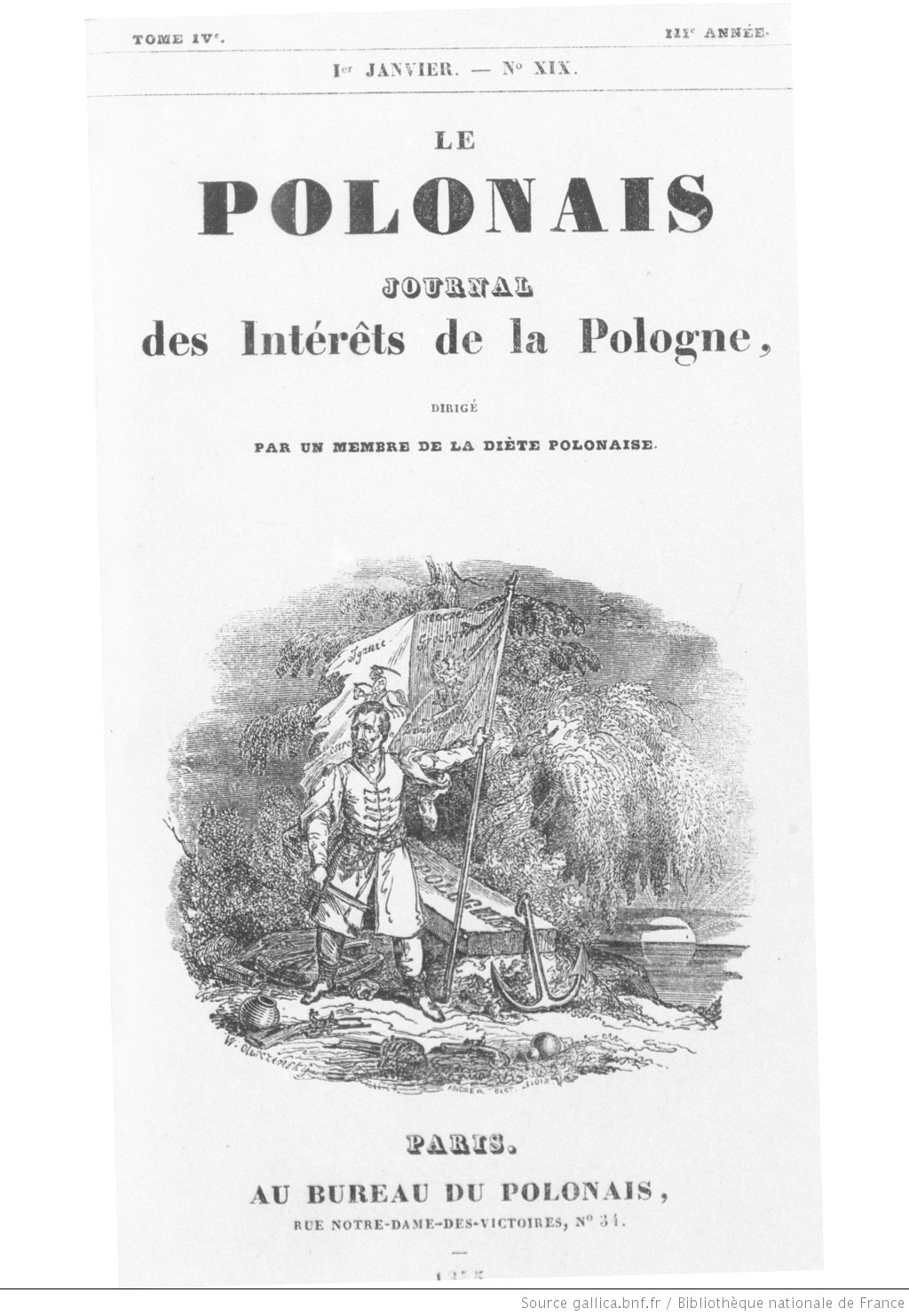
Une du Polonais, Journal des intérêts de la Pologne, numéro XIX, 1835
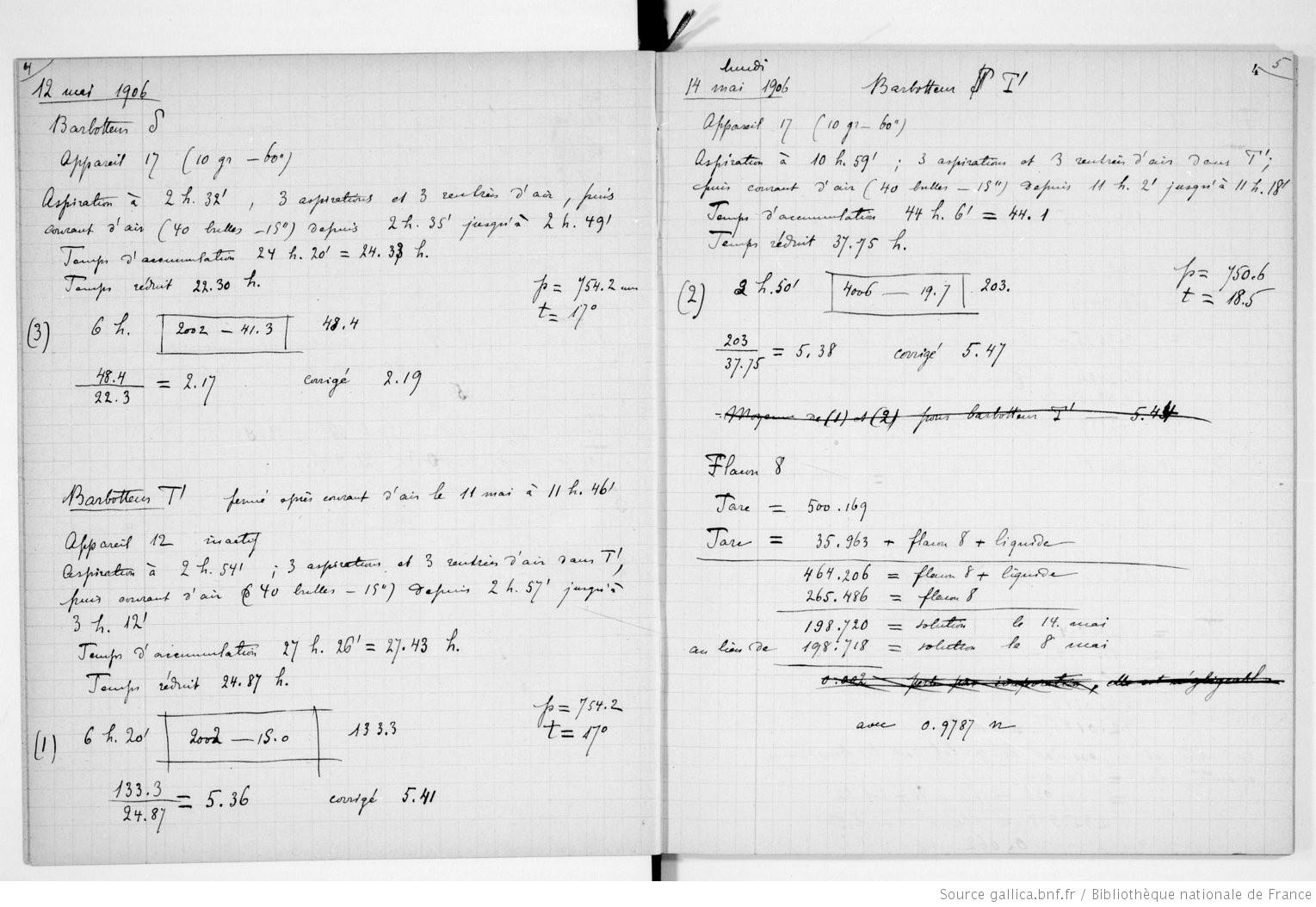
Marie Curie. Cahiers d'expériences. LVII Notes d'expériences sur la radioactivité. 9 mai 1906-12 février 1907
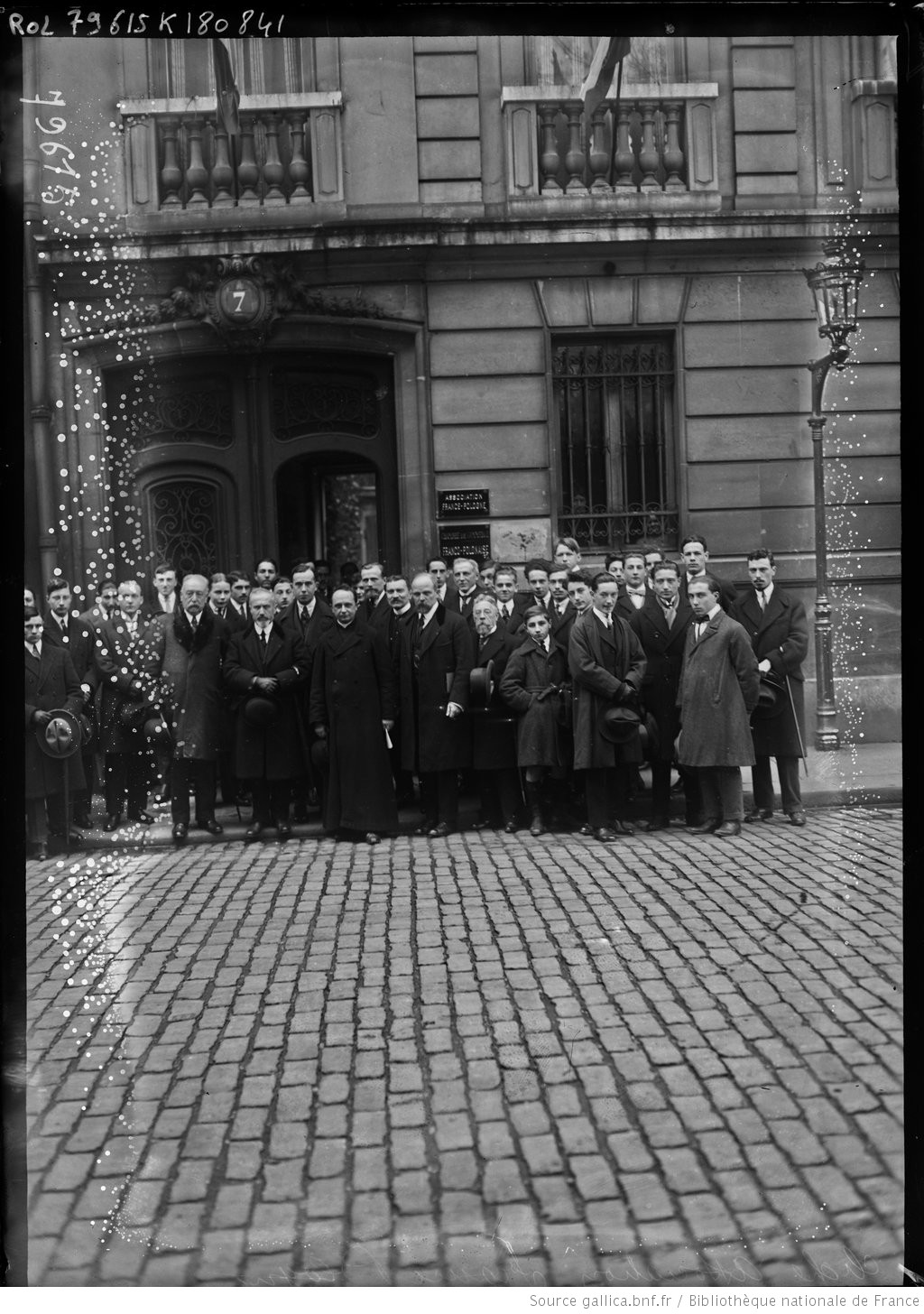
Les membres de l'Association France-Pologne à la Chambre de commerce franco-polonaise, 1922

## France-Japon

### Présentation
À l’origine, France-Japon était en fait l’un des deux volets d’une exposition virtuelle franco-japonaise réalisée en partenariat avec la Bibliothèque nationale de la Diète au Japon. L’idée, impulsée entre autres par Bruno Racine, alors Président de la BnF, était de célébrer les relations diplomatiques, scientifiques et culturelles entre la France et le Japon : l’exposition a ouvert en décembre 2014, soit 90 ans après la fondation (en 1924) de la Maison franco-japonaise de Tokyo, première institution culturelle française au Japon.

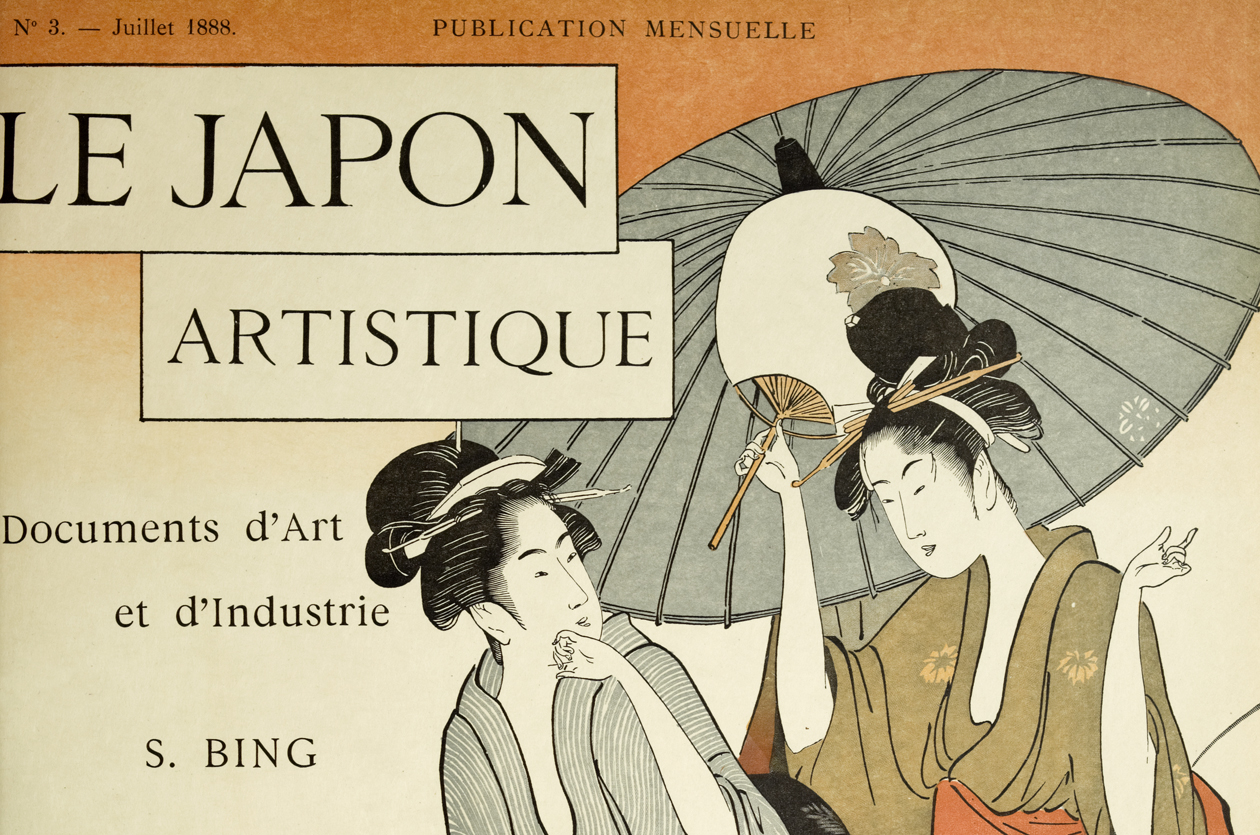
Le Japon Artistique, n°3, 1888

### Contenu
Le site est resté ouvert et a été enrichi. On y trouve des estampes japonaises, des photographies anciennes du Japon, ainsi que des modèles tirés du Japon Artistique, de Siegfried Bing. Des albums tels que la Manga de Hokusai sont également numérisés et mises en ligne, éclairés des commentaires de différents spécialistes de l’art japonais.

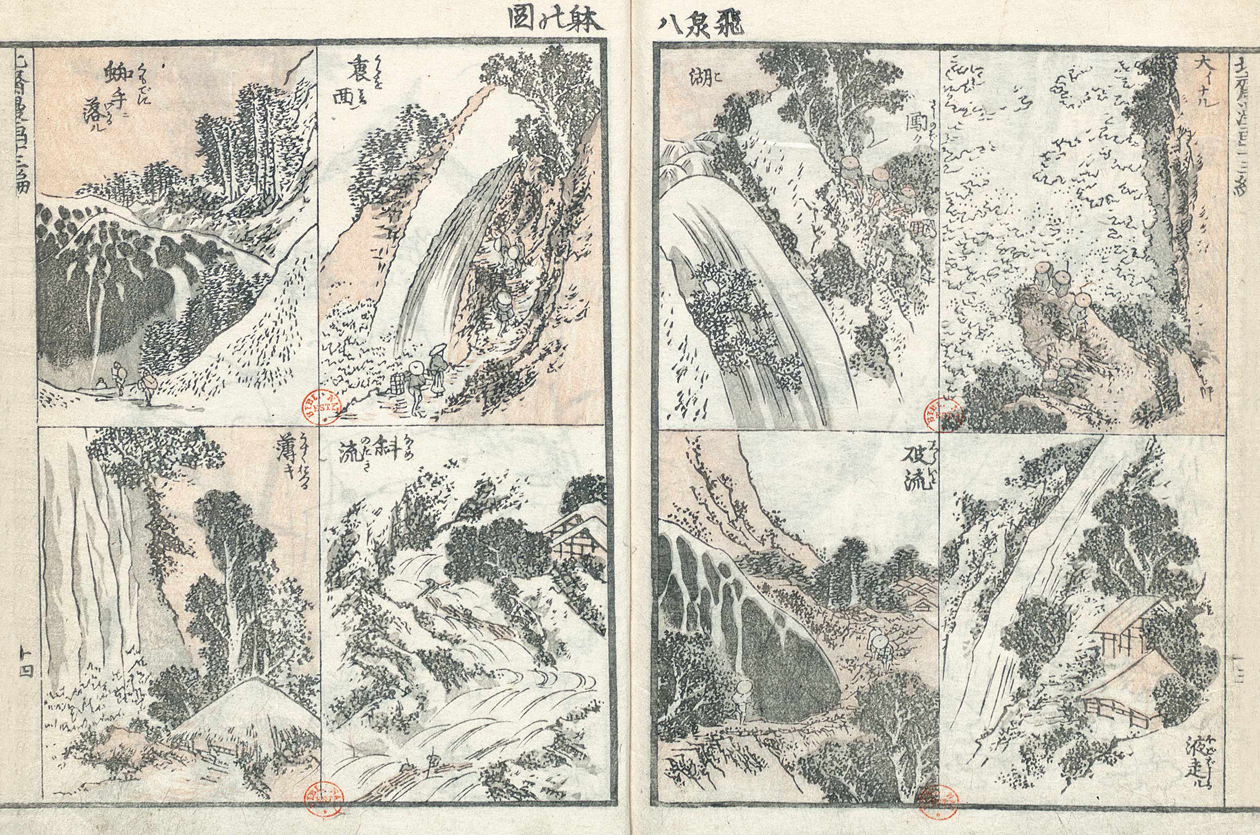
Extrait de la Manga, de Hokusai
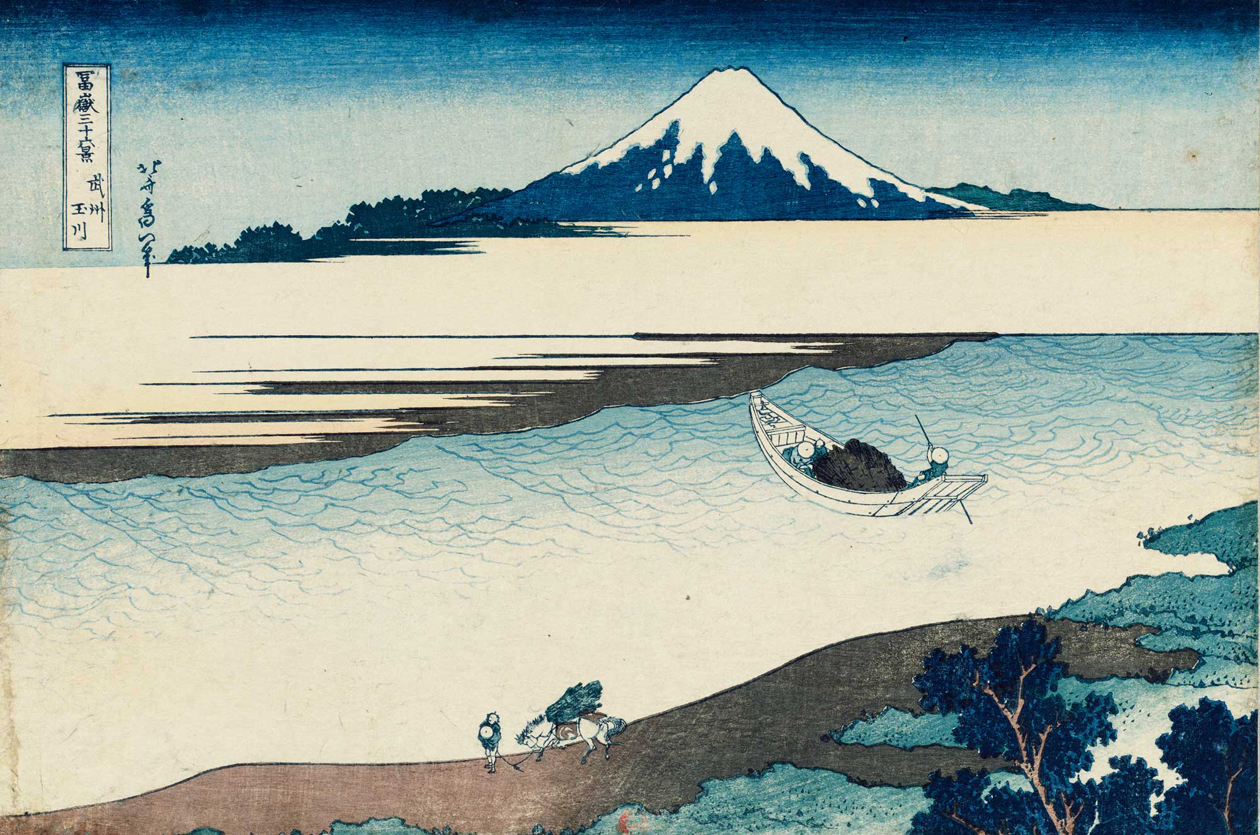
La rivière Tama dans la province de Musashi, Les 36 vues du mont Fuji, 8e vue, Hokusai
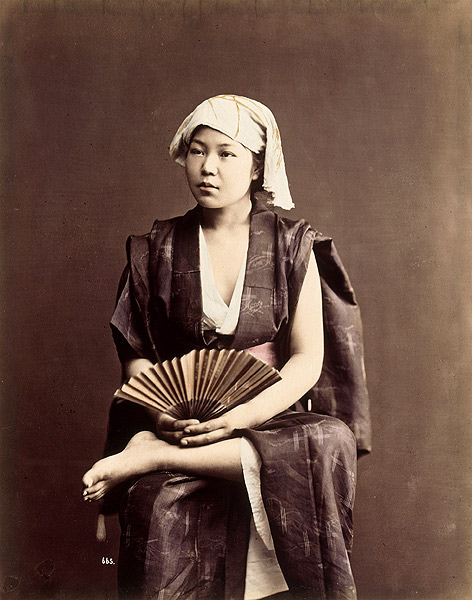
Jeune femme assise à l'éventail , Felice Beato et/ou Raimund von Stillfried-Ratenicz

## La France au Brésil

### Présentation
La bibliothèque numérique France-Brésil (ou la France au Brésil) est le fruit d’un programme de numérisation impulsé conjointement par la Bibliothèque nationale du Brésil et son homologue française, la BnF. Mis en ligne à ligne à l’automne 2009 pour clore l’Année de la France au Brésil, il rassemble des documents issus des collections des deux institutions témoignant des liens historiques entre les deux pays. Le site est lusophone et francophone.

### Contenu
À l’image de ses successeurs, le site s’articule autour de grandes thématiques, qui se divisent ensuite en rubriques plus spécialisées. Sont ainsi évoquées les logiques coloniales à Cayenne, en Guyane, l’éphémère colonie française de la France Antarctique dans la baie de Guanabara, la France Équinoxiale… On y trouve également des documents relatifs aux échanges scientifiques (par exemple avec la fondation par Claude-Henri Gorceix d'une École des Mines à Ouro Preto en 1875), aux missions artistiques (comme celle de Jean-Baptiste Debret) aux récits de voyage et aux représentations du Brésil dans l’imaginaire français, notamment dans la littérature (chez Voltaire, Édouard Corbière…). La circulation des idées révolutionnaires et du positivisme d’Auguste Comte entre le Brésil et la France est aussi évoquée. Enfin quelques rubriques sont consacrées à des personnalités ayant entretenu des liens particuliers avec le Brésil, comme l’éditeur français Baptiste-Louis Garnier ou encore l’écrivain George Bernanos qui y passa plusieurs années en exil.

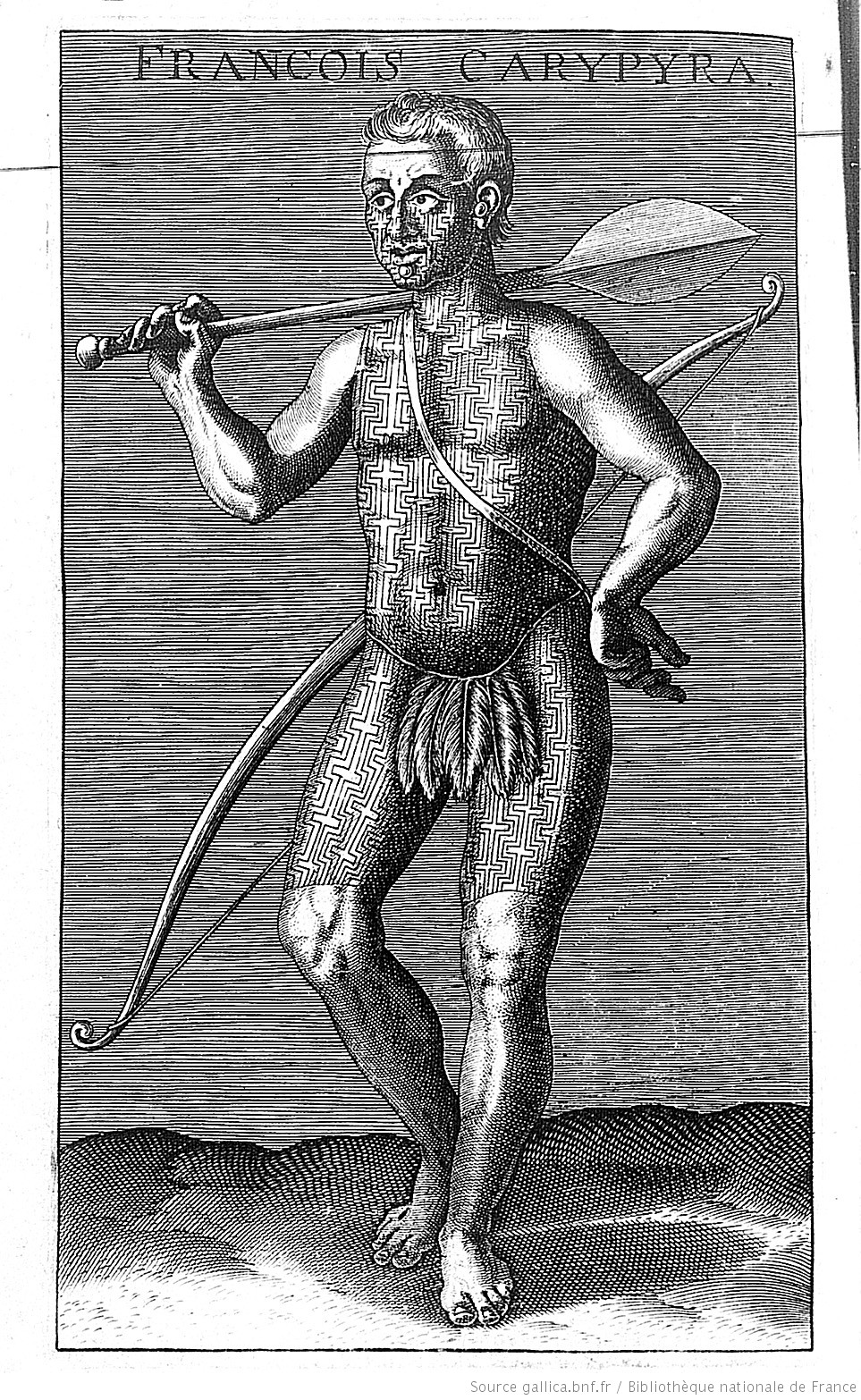
Gravure en taille-douce par Léonard Gaultier représentant un indigène
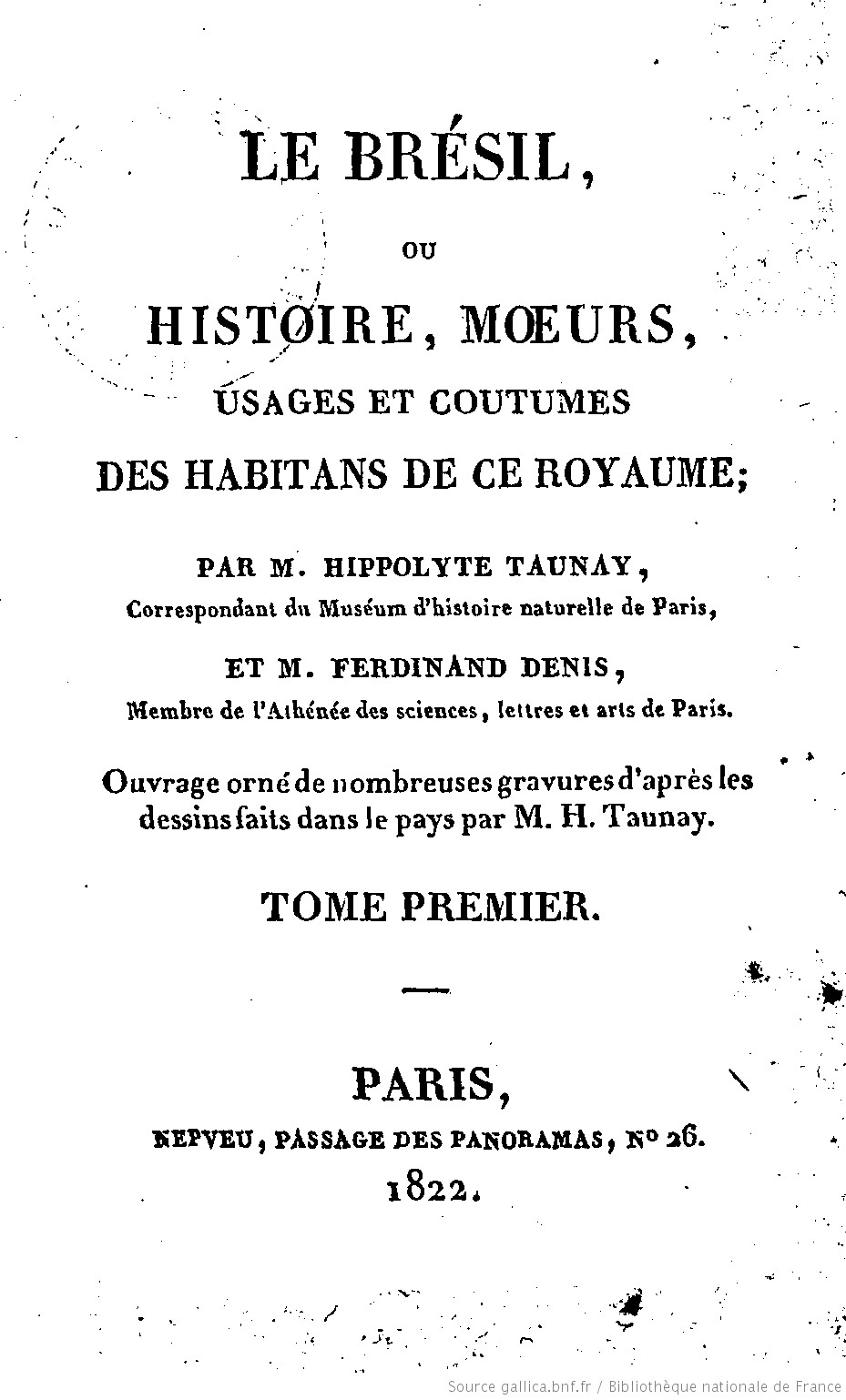
Le premier tome de l'ouvrage d'Hippolyte Taunay et Ferdinand Denis sur le Brésil